# Pedro Caipiro
Pedro Henrique Parreira Alves Caipiro (sinh ngày 14 tháng 1 năm 1987) là một cầu thủ bóng đá người Bồ Đào Nha thi đấu cho Sintrense.

## Sự nghiệp câu lạc bộ
Anh ra mắt chuyên nghiệp tại Giải bóng đá hạng nhất quốc gia Bồ Đào Nha cho Atlético CP vào ngày 11 tháng 8 năm 2013 trong trận đấu trước Sporting B.